# Bill Allard
William Albert „Bill“ Allard (* 1937 in Minneapolis, Minnesota) ist ein US-amerikanischer Fotograf und Autor. Bekannt ist er vor allem für seine Beiträge zum National-Geographic-Magazin, für das er seit 1964 als Praktikant, festangestellter Mitarbeiter und Freiberufler tätig ist. Sein Hauptthema ist der amerikanische Mittlere Westen mit seinen Cowboys, Prärien und typischen Lebensstilen. Andere beschäftigen sich mit den Kulturen der Amischen und Hutterern und dem Baseball der unteren Ligen. Bill Allard ist Autor von sieben Bildbänden.

## Auszeichnungen
- University of Minnesota Outstanding Achievement Award (1994)
- The Joseph A. Sprague Memorial Award (2002)
- University of Minnesota School of Journalism and Mass Communications Award for Excellence (2004)